# 2,5-Dinitrofenol
2,5-Dinitrofenol é um composto orgânico de fórmula C6H4N2O5, classificado com número CAS 329-71-5, de massa molecular 184,11, ponto de fusão 103-106 °C que é usado como um indicador de pH com ponto de viragem em pH 2.6 - 4.0.
É classificado como um explosivo e um forte agente oxidante. Apresenta-se como um sólido amarelo cristalino, levemente solúvel em água, cujos vapores provenientes da sua combustão são tóxicos e pode detonar ou explodir quando aquecido sob confinamento.(USCG, 1999)
Os dinitrofenóis são uma classe de compostos, dos quais existem seis membros, isômeros de posição, que não ocorrem naturalmente e são todos sintéticos.
Especificação: 2,5-Dinitrofenol, ele também pode ser chamado de gama-dinitrofenol; e fenol, 2,5-dinitro-. 
Ele pode detonar ou explodir quando aquecido em ambiente fechado [USCG, 1999]. Fenóis não se comportam como álcoois orgânicos, como se poderia supor da presença de um hidroxilo (-OH), grupo na sua estrutura. Em vez disso, eles reagem como ácidos orgânicos fracos.